# زيارة الفرقة الموسيقية (فلم إسرائيلي)
زيارة الفرقة الموسيقية  (بالعبرية: بيكور هيتزمورت / ביקור התזמורת) فيلم إسرائيلي ومن إخراج عِران كوليرين.فاز فيلم (زيارة الفرقة) ب8 جوائز اوفير، وتم عرضه في عام 2007. هذا هو الفيلم الأول للمخرج الإسرائيلي عيران كوليرن، الذي كتب أيضا سيناريو الفيلم. حقق الفيلم نجاحاً نقدياً وتجارياً كبيراً في إسرائيل وفي العالم، وحازعلي العديد من الجوائز في المسابقات الدولية.
وقد تم عرض الفيلم بأحد فنادق القاهرة، بعد رفض مهرجان القاهرة السينمائي الدولي عرضه لأسباب سياسية، وطبقا لبيان صحفي وزعته السفارة الإسرائيلية في القاهرة فقد عبر شالوم كوهين السفير الإسرائيلى في القاهرة، عقب العرض، عن سعادته بعرض فيلم إسرائيلى في القاهرة، معتبرا «أن المجال الثقافي يُشكل أحد أهم الوسائل للتقريب بين الشعوب. أحيانا يكون هذا المجال أهم حتى من المجال السياسي»، وشكر كوهين الحكومة المصرية على مساعدتها في عرض الفيلم في مصر 

## قصة الفيلم
قصة الفيلم غير واقعية فهي تحكي عن زيارة فرقة موسيقية مصرية من الشرطة العسكرية بالأسكندرية«والتي ليس لها وجود في الواقع المصري علي الاإطلاق».يبدأ الفيلم بوصول الفرقة الي إسرائيل ولم يجدوا أحد في إستقبالهم فيحاول قائد الأوركسترا توفيق (ساسون جابي) أن يتصرف حتي أن يتجهوا جميعاً إلي مقهي لسيدة تدعي دينا (رونيت الكابيتز) ويتعرفون عليها فتستضيفهم في بيتها وبيت أقاربها وتسير الأحداث بعد ذلك بصحبة توفيق ودينا وخالد (صالح بكري) وبابي (شالوم افراهام). براعة الفيلم الحقيقية أنه يحاول أن يتخطي «الحاجز النفسي» الكامن لدي المتفرج العربي، الذي يرضيه بشكل غير واعٍ أن يتجسد العرب في «الرجل» بينما تتجسد إسرائيل في «المرأة»، كما أنه في الوقت الذي يقدم فيه الإسرائيليين يتسمون بكرم الضيافة مع «العدو»، فإنه يقدم المصريين كشخصيات إيجابية نبيلة، فتوفيق الكهل لا يخون ذكري زوجته مع دينا، ويذهب خالد بكل شبابه ومرحه بصحبة الفتي الإسرائيلي الخجول بابي (شلومي أفراهام) لكي يعلمه كيف يتواصل مع حبيبته في مشهد يجمع بين الرقة والكوميديا، ناهيك عن الاحتفاء بالثقافة العربية حين يترنم خالد بأبيات من الشعر العربي فتتسلل الكلمات والإيقاعات إلي وجدان بابي حتي لو لم يكن يفهم معناها، أو عندما تحكي دينا لتوفيق (وهي بذلك تتحدث بلسان كاتب السيناريو والمخرج عيران كوليرين الذي أدلي بالكلمات ذاتها في حوار صحفي) عن أن الشوارع الإسرائيلية كانت تخلو من المارة في عصر أيام الجمعة، حين كان التليفزيون الإسرائيلي يعرض أفلاما مصرية تقول إن الإسرائيليين تعلموا الحب من خلالها ومن كلمات مثل «يا حبيبي» و«يا عمري» و«يا حياتي».. فكأن الفيلم يسألك بعد ذلك كله: لماذا إذن لا يعيش المصريون والإسرائيليون في سلام؟

## الجوائز ومشاركات
فاز الفيلم ب8 جوائز أوفير، بما في ذلك أفضل صورة، أفضل مخرج، أفضل ممثل (ساسون جاباي)، أفضل ممثلة (رونيت Elkabetz) وأفضل ممثل مساعد (صالح بكري). فاز الفيلم أيضا بجائزة Wolgin مهرجان السينمافي القدس.
حازالفيلم علي تقديركبير في مهرجان كان السينمائي. وفي أثناء عرضه انفجر الحضور في التصفيق بعد مشهدالتزلج على الجليد في النادي. في نهاية الفيلم وقف الجمهور وصفق لمدة خمس عشرة دقيقة على التوالي. فاز الفيلم بثلاث جوائز في هذا المهرجان: جائزة البطولة، جائزة الشباب Fifrsky (التي تمنحها جمعية نقاد السينما الدولية). وفاز أيضا الفيلم على جائزة الجمهور في مهرجان سراييفو، جائزة مهرجان السينمائي الدولي ساكورا مهرجان طوكيو، جائزة الجمهور وجائزة لجنة التحكيم في مهرجان كوبنهاغن، وتم توجيه جائزة في مهرجان أثينا، جائزة أفضل فيلم مهرجان في وارسو، جائزة أفضل فيلم في مهرجان زيوريخ وجائزة لأفضل فيلم في مهرجان ميونيخ.
تم ترشيح الفيلم لجائزة الأوسكار في فئة الافلام الاجنبية«كأفضل فيلم أجنبي»، ولكن تم رفض ترشيحه يرجع ذلك إلى حقيقة أن اللغة الإنجليزية لم تكن هي اللغة الوحيدة التي تم التحدث بها ولكن ايضابعض الحوارات في الفيلم يتكلم العبرية أو العربية، وتم عرض الفيلم في فئة لغة سينمائية أخرى غير الإنجليزية في المقام الأول.
تم عرض الفيلم بنجاح في جميع أنحاء العالم. على الرغم من النجاح العالمي وعلى الرغم من ملاحظات إيجابية، تم منع عرض الفيلم في مصر كجزء من الحظر العام المفروض على هذا البلد في الأعمال الثقافية الإسرائيلية بوصفه تطبيع.يرجع السبب الرئيسي لمنع عرض الفيلم إلى حقيقة أن الفيلم هو حركة«استفزازية» للعلاقات المصرية مع إسرائيل بمنع أي تبادل ثقافي أو ربط مع الإسرائيليين. وعلى الرغم من هذه الجهود الكبيرة لمنع عرضه الا انه تم عرضه من قبل المسؤولين الإسرائيليين حيث سمح للفيلمان يعرض للجمهور مرة واحدة مصر في يونيو 2008، في فندق فخم «فور سيزونز» في قلب القاهرة.مما اثار الجدل بعد ذلك.

## قائمة الجوائز
جائزة اوفير لأفضل فيلم
جائزة أوفير لأفضل مخرج: عيران كوليرين
جائزة أوفير لأفضل ممثل: ساسون جاباي
جائزة أوفير لأفضل ممثلة: رونيت Elkabetz
جائزة أوفير لأفضل ممثل مساعد: صالح بكري
جائزة أوفير أفضل سيناريو: عيران كوليرين
جائزة أوفير أفضل تصميم ملابس: دورون أشكنازي
جائزة أوفير لأفضل ملحن: حبيب شحادة حنا
جائزة Wolgin لميزة السرد
جائزة البطولة في مهرجان كان السينمائي 2007
جائزة الجمهور في مهرجان سراييفو 2007
جائزة ساكورا في مهرجان طوكيو السينمائي الدولي 2007
جائزة الجمهور في مهرجان كوبنهاغن
جائزة لجنة التحكيم في مهرجان كوبنهاغن
جائزة أفضل مخرج في مهرجان أثينا
جائزة وارسولأفضل فيلم في مهرجان
جائزة في مهرجان زيورخ
جائزة في مهرجان ميونيخ
جائزة الأوسكار السينمائي الأوروبي اكتشاف العام: عيران كوليرين
جائزة الأوسكار السينمائي الأوروبي لأفضل ممثل: ساسون جاباي

## وصلات أخرى
- قالب:الاشخاص

## روابط خارجية
- مقالات تستعمل روابط فنية بلا صلة مع ويكي بيانات
- Trailer at the قاعدة بيانات الأفلام على الإنترنت